# Gökärtstyltmal

Gökärtstyltmal, Micrurapteryx gradatella är en fjärilsart som först beskrevs av Herrich-Schäffer 1855.  Gökärtstyltmal ingår i släktet Micrurapteryx och familjen styltmalar, Gracillariidae.
I Sverige förekommer gökärtstyltmal lokalt och sällsynt i ett bälte tvärs över Svealand och vidare söderut längs ostkusten ned till Nybrotrakten. Vid ett tillfälle även funnen på Öland. Arten saknas i Danmark. I Norge ansluter utbredningen till den svenska och sträcker sig genom Østlandet, och i Finland är arten bara känd från den sydvästligaste delen. I övrigt är den funnen i Frankrike, Tyskland, Spanien, östra Europa (Ukraina, Polen, Rumänien) och Mongoliet.:
Enligt den finländska rödlistan är arten starkt hotad i Finland. Arten är reproducerande i Sverige. Artens livsmiljö är torra gräsmarker. Inga underarter finns listade i Catalogue of Life.